# گوگیتا آرکانیا
گوگیتا آرکانیا (زاده ۲۶ مه ۱۹۸۴) یک کاراته‌کا گرجی است. او برنده دو مدال طلای مسابقات جهانی کاراته (۲۰۱۴ و ۲۰۲۱) است. او همچنین نماینده گرجستان در بازی‌های المپیک تابستانی ۲۰۲۰ در توکیو ژاپن بود.

## دوران حرفه ای
آرکانیا در وزن ۸۴+ کیلوگرم کومیته مردان در مسابقات جهانی کاراته ۲۰۱۴ در برمن آلمان مدال طلا را کسب کرد.
در سال ۲۰۱۷، آرکانیا در وزن ۸۴+ کیلوگرم کومیته مردان در بازی‌های جهانی که در وروتسواو لهستان برگزار شد، شرکت کرد. او در مرحله حذفی دو بازی از سه بازی را باخت و به نیمه نهایی راه پیدا نکرد.
او در بازی‌های اروپایی ۲۰۱۹ که در مینسک بلاروس برگزار شد، یکی از مدال‌های برنز وزن ۸۴+ کیلوگرم مردان را به دست آورد.
در سال ۲۰۲۱، آرکانیا در مسابقات جهانی انتخابی المپیک که در پاریس، فرانسه برگزار شد، برای شرکت در بازی‌های المپیک تابستانی ۲۰۲۰ در توکیو، ژاپن، واجد شرایط شد. در آگوست ۲۰۲۱، او در وزن ۷۵+ کیلوگرم مردان در المپیک شرکت کرد. او همچنین پرچمدار گرجستان در مراسم اختتامیه بود. در نوامبر ۲۰۲۱ در مسابقات جهانی کاراته که در دبی امارات متحده عربی برگزار شد، در وزن ۸۴+ کیلوگرم مردان مدال طلا را به دست آورد.
آرکانیا یکی از مدال‌های برنز وزن ۸۴+ کیلوگرم بازی‌های اروپایی ۲۰۲۳ لهستان را به دست آورد.